# Denys Jakovlev
Denys Jakovlev (in ucraino Денис Яковлєв?; Charkiv, 29 marzo 1986) è un ex cestista ucraino.